# ريان ويلكوكس
ريان ويلكوكس (بالإنجليزية: Ryan Wilcox)‏ هو سياسي أمريكي، ولد في 13 أغسطس 1977 بأوغدن في الولايات المتحدة. حزبياً، نشط في الحزب الجمهوري، وقد انتخب عضو مجلس نواب ولاية يوتا.